# Ratschka
Die Ratschka (russisch Рачка) ist ein Bach im Zentrum Moskaus und ein ehemaliger linker Zufluss der Moskwa. Sie mündet heute in die Jausa.
Der Bach wird seit der Mitte des 18. Jahrhunderts auf seiner gesamten Länge von 1,8 km durch ein unterirdisches Rohr geleitet, nachdem 1740 durch das Wasser die „Kirche der Heiligen Dreifaltigkeit auf den Schlämmen“ (russ. Храм Троицы Живоначальной на Грязех Lage:55° 46′ 0″ N, 37° 40′ 16,3″ O) beschädigt wurde. Bis heute erhalten ist noch das steile linke Ufer der Ratschka an der Kreuzung von Chochlowski-Gasse (Хохловский переулок) und Kolpatschny-Gasse (Колпачный переулок) 55° 45′ 19,3″ N, 37° 38′ 32″ O.
Ehemals direkt in die Moskwa mündend, ergießt sich die unterirdische Ratschka heute in der Nähe der Astachowski-Brücke (Астаховский мост) in die Jausa, kurz bevor diese in die Moskwa fließt.